# ماري كاثرين هام
ماري كاثرين هام (بالإنجليزية: Mary Katharine Ham)‏ هي صحفية أمريكية، ولدت في 5 أبريل 1980 في مونتغومري في الولايات المتحدة.

## وصلات خارجية
- الموقع الرسمي
- ماري كاثرين هام على موقع إن إن دي بي (الإنجليزية)